# سيريل وليامز
سيريل وليامز (بالإنجليزية: Cyril Williams)‏ (17 نوفمبر 1921 برستل المملكة المتحدة - 1 يناير 1980 المملكة المتحدة) هو لاعب كرة قدم بريطاني سابق كان يلعب كمهاجم.